# Clémence Grimal
Clémence Grimal (Figeac, 4 marzo 1994) è un'ex snowboarder francese.

## Palmarès

### Mondiali
- 2 medaglie:
  - 2 bronzi (halfpipe a Kreischberg 2015; halfpipe a Sierra Nevada 2017)

### Coppa del Mondo
- Miglior piazzamento nella Coppa del Mondo generale di freestyle: 16ª nel 2014
- Miglior piazzamento nella Coppa del Mondo di halfpipe: 5ª nel 2015
- 2 podi:
  - 2 terzi posti